# Shallon Olsen
Pour les articles homonymes, voir Olsen.
Shallon Jade Olsen (née le 10 juillet 2000 à Vancouver) est une gymnaste artistique canadienne.
Elle représente à 16 ans le Canada lors des Jeux olympiques de 2016, comme la plus jeune Canadienne.
Lors des Jeux du Commonwealth de 2018, elle remporte deux médailles d'or, par équipes et en saut de cheval, et une médaille de bronze au sol.
Elle est médaillée d'argent du saut de cheval aux Championnats du monde de gymnastique artistique 2018.